# The Captain & the Kid
The Captain & The Kid – dwudziesty dziewiąty studyjny album brytyjskiego piosenkarza i kompozytora Eltona Johna, wydany w 2006 roku. Jest to zarazem drugi autobiograficzny album (kontynuacja wydanego w 1975 Captain Fantastic and the Brown Dirt Cowboy. The Captain & The Kid mówi o wydarzeniach w życiu Eltona Johna i Berniego Taupina odkąd zaczęli współpracę niemal 40 lat wcześniej.

## O albumie
Wydawnictwo Interscope Records postanowiło, że w wypadku tej płyty nie będą wyodrębniane single mające za zadanie promowanie albumu, a to w celu podkreślenia formy albumu koncepcyjnego w jakiej The Captain And The Kid został wydany. Mimo to, w stacjach radiowych np. w Wielkiej Brytanii można było usłyszeć utwór "The Bridge". Z całą pewnością krążek nie jest wydawnictwem komercyjnym, skierowanym do mas.
Na albumie wyraźnie słychać połączenie rozmaitych stylów muzycznych. Znajdziemy tu elementy country ("The Captain And The Kid", "I must Have Lost it On The Wind"), rock'n'rolla ("Just Like Noah's Ark", soft rocka ("I Wouldn't Have You Any Other Way"), rock ballad ("The Bridge","Blues Never Fade Away", a także "Postcard From Richard Nixon"). Na płycie praktycznie można znaleźć odwołania do całej twórczości Eltona.
Każdy utwór opisuje pewien etap z życia Eltona i Berniego albo podejmuje ważne tematy dotyczące życia. "Postcard From Richard Nixon" jest jakby rozpoczęciem historii. Opisuje moment w którym Elton i Bernie przyjeżdżają do Ameryki na początku lat 70. XX w., pod koniec prezydentury Nixona. Nixon musi odejść z urzędu, ale oni mogą zostać w Ameryce, wiedza, że tutaj czeka ich przyszłość, spełnienie marzeń (Bernie Taupin ucałował ziemię, kiedy po raz pierwszy stanął w USA). "Just Like Noah's Ark" bywa odbierany jako wskazanie na ówczesne trendy w muzyce, stąd brzmienie w stylu Rolling Stonesów oraz tekst podejmujący temat miłości, przetrwania, a także ówczesnej branży rozrywkowej i chęci ludzi dążenia do sukcesu i sławy. "Wouldn't Have It Any Other Way (NYC)" jest utworem niezwykle ważnym dla Eltona, bo opisującym jego tak ukochany Nowy Jork. Jest kontynuacja utworów "Mona Lisa and Mad Hatters" czy "Empty Garden", ale nie tylko. Opisuje sposób życia artystów w Nowym Jorku. Nawiązuje także to osobistego życia Eltona. "Tinderbox" jest o współpracy Berniego i Eltona. "Tinderbox" to w tłumaczeniu polskim 'pojemnik na hubkę i krzesiwo', służące do rozpalania ognia. To aluzja do współpracy Eltona i Berniego – dwa elementy łączą się w całość i dają piękny efekt (w przenośni: rozpalają ogień).
"And The House Fell Down" jest utworem o uzależnieniach i pędzie życia, który nie każdy wytrzymuje. 'Blues Never Fade Away" porusza temat śmierci. Śmierć jest tu pojmowana jako los: kto ma szczęście ten przeżyje, kto nie – umrze. I nikt nie wie, dlaczego tak jest. Utwór wspomina takie osoby jak Ryan White (" He was not fanous but I sure did love him...", przyjaciółka Berniego z Los Angeles, które została zastrzelona na ulicy ("She was twenty one with her life ahead..."), Gianni Versace ("He shone so bright with a lust for life...", (ale niektórzy dopatrują się tutaj aluzji do osoby Freddiego Mercury'ego) i w końcu John Lennon, jedyny, którego imię zostało wymienione. "The Bridge" jest o wyborach, które musimy w życiu dokonywać. Każdy z nas dochodzi w życiu do tzw. "rozstaju dróg", albo, tak jak w piosence "do mostu" i musi zdecydować, czy iść dalej czy zawrócić, albo którą droga iść. Jest tu mowa o ryzyku, które jednak warto podejmować, bo bez ryzyka nie ma wielkich sukcesów. "I Must Have Lost It On the Wind" jest o tym, że życie wciąż biegnie, nie zatrzymuje się nie cofa. To co kiedyś dla nas miało znaczenie, teraz już może nie być tak ważne. Coś przychodzi i coś mija. Jednak z błędów trzeba wyciągać wnioski." I Must Have Lost It On the Wind" jest powiedzeniem kowbojskim. Kiedy powiemy coś do kowboja, lecz on nie usłyszy albo nie zrozumie, mówi "oh, I have lost it On the Wind". "Old '67" jest o tym, jak Elton i Bernie pewnego razu spotkali się w domu Eltona w Nicei i wspominali wspólnie przeżyte chwile. Wspominali czas, kiedy ich drogi się zeszły, czyli stary rok 67.
Tytułowa piosenka z album "The Captain And The Kid" jest dalszą częścią utworu "Captain Fantastic And The Dirty Brown Cowboy". Jest po prostu jeszcze jedną o kapitanie i dziecku ("Just one more tale about the Captain and the Kid").

## Szata graficzna
Ilustracja na froncie okładki płyty ukazuje Eltona Johna siedzącego na dworze przy czarnym fortepianie. W tle natomiast widzimy Berniego Taupina jako kowboja jadącego na koniu. Książeczka zawiera zdjęcia Eltona Johna i Berniego Taupina pochodzące z całego okresu kariery, a także słowa zawartych piosenek, także "Across the River Thames" i "12", które nie ukazały się na płycie (Across the River Thames jest utworem bonusowym, możliwym do ściągnięcia z sieci), natomiast "12" jest aluzją do "Dogs In The Kitchen" z "Captain Fantastic and The Dirt Brown Cowboy". Melodia do obu nigdy nie powstała, jednak słowa znajdują się w książeczkach załączonych do płyt.

## Popularność
The Captain & The Kid w Wielkiej Brytanii dotarł na #6 pozycję, co znakomicie przebiło poprzedni album muzyka Peachtree Road z 2004, który zdobył jedynie #21 pozycję. Wydawnictwo sprzedało się w nakładzie niemal 6.5 miliona egzemplarzy na całym świecie, docierając w USA do miejsca #18, na krótko przed spadkiem w notowaniach. John jasno wyraził swój zawód sprzedaży Peachtree Road na koncertach wczesnym 2007, grożąc zerwaniem kontraktu z wydawnictwem.

## Spis utworów
1. "Postcards from Richard Nixon" – 5:15
2. "Just Like Noah's Ark" – 5:33
3. "Wouldn't Have You Any Other Way (NYC)" – 4:38
4. "Tinderbox" – 4:25
5. "And the House Fell Down" – 4:48
6. "Blues Never Fade Away" – 4:45
7. "The Bridge" – 3:38
8. "I Must Have Lost It On The Wind" – 3:53
9. "Old '67" – 4:01
10. "The Captain and the Kid" – 5:03
11. "Across the River Thames" – 4:31 (utwór dodatkowy)

## Utwory dodatkowe
| Piosenka                                        | Dostępna na:                                       |
| ----------------------------------------------- | -------------------------------------------------- |
| "Across the River Thames"                       | Edycja brytyjska                                   |
| "Someone Saved My Life Tonight (Live)"          | Best Buy (Możliwa do ściągnięcia z sieci) / iTunes |
| "We All Fall in Love Sometimes/Curtains (Live)" | Best Buy (Możliwa do ściągnięcia z sieci)          |
| "Tell Me When the Whistle Blows (Live)"         | iTunes                                             |
| "(Gotta Get A) Meal Ticket (Live)"              | iTunes                                             |
| "Better Off Dead (Live)"                        | iTunes                                             |